# Кањон Брњичке реке (стаза)
Кањон Брњичке реке је пешачка стаза туристичког карактера у НП Ђердап, креће са обода насеља Брњица, води шумским путем око 3,5km уз Брњичку реку и Велику Раковицу, па око Црног врха. Стаза има три слепа завршетка; на Црном врху, у пећини Гаура веи (Велика рупа) и Великом извору.
Са Црног врха (624 м.н.в.) простире се поглед на НП Ђердап, Дунав и Румунију. Десетак салаша Раковице пример су народног градитељства. У кањону Брњичке реке стене се издижу до 300m изнад површине воде, у њих се усеца Велики извор, бројни су слапови и вирови.  
Стаза је класификована као средње тешка, дужине је 21km, просечног нагиба од 10% уз реку и 20% уз Црни врх и време проласка је 8 сати.